# Пара топологических пространств
Пара топологических пространств — упорядоченная пара {\displaystyle (X,A)} где {\displaystyle X} — топологическое пространство, а {\displaystyle A} — подпространство (с топологией подпространства).
Отображение пар {\displaystyle f\colon (X,A)\to (Y,B)} определяется как отображение {\displaystyle f\colon X\to Y} такое, что {\displaystyle f(A)\subset B}.
Понятие топологической пары удобно для определения относительных гомологий {\displaystyle H_{k}(X,Y)}, для которых как раз требуется, чтобы {\displaystyle Y} вкладывалось в {\displaystyle X}. Для хороших пространств (например, если {\displaystyle Y} — клеточный подкомплекс клеточного комплекса {\displaystyle X}) выполнено равенство {\displaystyle H_{k}(X,Y)\simeq {\overline {H}}(X/Y)=H(X/Y,\varnothing ).}

## Свойства
- Существует функтор из пространств в пары, который отображает пространство {\displaystyle X} в пару {\displaystyle (X,\varnothing )} ,

## Относительные гомологии
Если дана пара топологических пространств {\displaystyle (X,Y)}, то для любой теории гомологий можно рассмотреть группу относительных цепей {\displaystyle C_{k}(X)/C_{k}(Y)}. Тогда гомологии полученного цепного комплекса обозначают {\displaystyle H_{k}(X,Y)} и называют гомологиями пары.
Понятие относительных гомологий позволяет построить так называемую длинную точную последовательность пары:
{\displaystyle \ldots \longleftarrow H_{k-1}(Y){\stackrel {\partial _{\ast }}{\longleftarrow }}H_{k}(X,Y)\longleftarrow H_{k}(X)\longleftarrow H_{k}(Y){\stackrel {\partial _{\ast }}{\longleftarrow }}H_{k+1}(X,Y)\longleftarrow \ldots }

## Вариации и обобщения
Родственным понятием является понятие тройки {\displaystyle (X,A,B)}, где {\displaystyle B\subseteq A\subseteq X}. Тройки используются в теории гомотопий. Часто для пространств с отмеченной точкой {\displaystyle x_{0}} тройку записывают как {\displaystyle (X,A,B,x_{0})}, где {\displaystyle x_{0}\in B\subseteq A\subseteq X}.